# Geomorfologija
Geomorfologija spada med vede o Zemlji, saj preučuje relief zemeljskega površja na kopnem in morskem dnu. Poimenovanje izhaja iz grških besed geo (Zemlja), morphe (oblika) ter logos (beseda). Zanimajo jo reliefne oblike, njihova razširjenost, vzroki in procesi nastanka ter njihova odvisnost od sil, ki ustvarjajo relief. Proučevanje reliefa samega na sebi ni poglavitni cilj geomorfologije. Njen osnovni metodološki princip obstaja v tem, da raziskuje relief kot eno od komponent vsake pokrajine, vendar v tesni soodvisnosti in medsebojni pogojenosti z drugimi komponentami tega okolja. Z geomorfologijo se ukvarjajo večinoma geologi (ZDA) in geografi (Evropa), pa tudi inženirske znanosti. Povezana je tudi s fiziko in matematiko, statistiko, kemijo, geofiziko, pedologijo, arheologijo, geodezijo in nekaterimi drugimi vedami.
Zemljino površje oblikujeta dva osnovna procesa, in sicer eksogene ter endogene sile. Pokrajina se dviguje na podlagi endogenih sil, tj. tektonskih dviganj (orogeneza) ali ognjeniške aktivnosti. Njena višina pa se zmanjšuje zaradi denudacije ali erozije in usedanja oziroma ugrezanja. Geomorfološke študije preučujejo te procese in vpliv različnih podnebnih, ekoloških in človeških dejavnikov nanje.
Uporabna vrednost geomorfologije se izraža v predvidevanju plazov in ukrepanju, nadzoru vodnih tokov in sanaciji, varovanju obalnih predelov, v zadnjem času pa tudi nekaterih drugih dejavnostih, kot je preučevanje morebitne prisotnosti vode na Marsu.

## Delitev geomorfologije
Zaradi širokega spektra predmeta preučevanja v geomorfologiji je slednjo moč razdeliti na več smeri in panog. Strukturna geomorfologija preučuje odnos med geološkimi strukturami in površinskimi oblikami, dinamična geomorfologija razlaga oblikovalne procese, klimatska geomorfologija se ubada z odvisnostjo teh procesov od podnebja, inženirska geomorfologija rešuje konkretne probleme, ki se dotikajo oblikovanja površja, regionalna geomorfologija pa študira pokrajinotvorno vlogo površinskih oblik in njihovo razporejenost po svetu.
Geomorfološko delo je na skupine deljeno tudi glede na skupine pojavov, ki so značilni za določena okolja: fluvialna geomorfologija, kraška geomorfologija, ledeniška geomorfologija, periglacialna geomorfologija, obalna geomorfologija, geomorfologija puščav, geomorfologija visokogorja idr.

## Zgodovina
Geomorfologija je mlada veda, katere začetki segajo v 2. polovico 18. stoletja. Njenemu poznemu začetku je botrovalo zlasti dejstvo, da so se sorodne znanosti vse do tega časa ukvarjale bolj z opisovanjem zemeljskega površja (odkrivanje novih dežel) kot s preučevanjem procesov na njem.
Na drugi strani pa so temeljna spoznanja, ki določajo geomorfologijo, nastala že v času antike. Stari Grki so namreč dognali, da denudacija povzroča odnos materiala ter da snov ni uničljiva, pač pa le spreminja obliko. Ker sta ti dve načeli v nasprotju, so prišli do zamisli o cikličnem spreminjanju površja. Srednji vek in renesanso so zaznamovala tolmačenja po Bibliji ter drugi cerkveni nauki, ki so med drugim učili, da je celoten svet nastal 23. oktobra 4004 pr. n. št.
Moderno geomorfologijo so načeli plutonisti, ki so preučevali ognjeniške dejavnosti, ter James Hutton, ki je zemeljsko površje tolmačil kot venomer spreminjajoče se zaporedje oblik. Šele Jean-Baptiste de Lamarck je v začetku 19. stoletja dokazal, da biblijska kronologija ni skladna z dejstvi v predmetnosti narave. Velik pomen je imel v začetkih geomorfologije tudi katastrofist George Cuvier, ki je deroče vode vesoljnega potopa in drugih katastrof označil za bistvene preoblikovalke današnjega površja. Vzroke za spreminjanje površja je preučeval tudi Charles Lyell, ki se je osredotočil na denudacijo in erozijo. Jean-Louis Agassiz in Andrew C. Ramsay pa sta v drugi polovici 19. stoletja dokazovala obstoje ledenih dob.
Prvi pravi geomorfološki model je na prelomu 19. stoletja napravil William Morris Davis, in sicer teorijo o cikličnem razvoju reliefa. Ta je predvidevala hiter dvig površja zaradi tektonike, nato pa dolgo obdobje stabilnosti, ko se površje razvija v treh zrelostnih fazah, od katerih ima vsaka svoje določene površinske oblike. Vpliv izsledkov Davisa je predvsem v evropski geomorfologiji še danes močan, četudi je njegova teorija zaradi novejših študij danes bolj ali manj opuščena.

### Geomorfologija v Sloveniji
Slovenska geomorfologija se je razvijala pod okriljem fizične geografije. Njen razvoj je razmahnila strukturna geomorfologija, ki so se je ob koncu 19. in začetku 20. stoletja posluževali avstro-ogrski kartografi Franz Kosmat, Marko Vincenc Lipold, Franz Heritsch in Friedrich Teller. Do danes je edini priznani avtorski pregled geomorfoloških študij v slovenščini izdal slovenski geograf Anton Melik leta 1935. Čas med obema svetovnima vojnama pa je na področju preučevanja površja zaznamoval tudi Gradčan Arthur Winkler. Po 2. svetovni vojni so preučevanje geomorfologije na spisek svojih dejavnosti vnesle večje geografske institucije, kot je Inštitut za geografijo SAZU (današnji Geografski inštitut Antona Melika), Oddelek za geografijo na ljubljanski univerzi ter Inštitut za raziskovanje krasa.
Dobršen delež slovenske geomorfologije z mednarodnim ugledom predstavlja geomorfologija krasa v okviru krasoslovja. Zraven tega je moč zaslediti tudi preučevanje slemenskih nivojev, poledenitev, kvartarnih sedimentov in poplavnih območij.